# 24. Flak-Division
Die 24. Flak-Division war ein Großverband der Bodentruppen der deutschen Luftwaffe im Zweiten Weltkrieg. Zuständig war die Division bei Aufstellung für die Abwehr von einfliegenden gegnerischen Flugzeugen mittels Flugabwehrgeschützen im Großraum Wien.

## Geschichte
Hervorgegangen durch Umbenennung der vormals 16. Flak-Brigade, wurde die 24. Flak-Division im Dezember 1943 unter dem Kommando vom späteren Generalmajor Oberst Fritz Grieshammer im Bereich des Luftgaues XVII in Wien mit Gefechtsstand auf dem Berg Cobenzl etabliert. Grieshammer blieb Kommandeur der Division bis Kriegsende. Dem Divisionsstab selbst oblag die Führung aller der in diesem Bereich eingesetzten Flakkräfte zur Luftraumverteidigung im Großraum Wien. Ihre Gliederung umfasste zum 1. Februar 1944 folgende Regimenter:
- Flak-Regiment 28 Raum Wien-West,
- Flak-Regiment 76 Bruck an der Mur
- Flak-Regiment 98 Raum Wien-Nord,
- Flak-Regiment z.B.V. Wien-Süd,
- Flak-Regiment 184 Böhmen sowie das
- Flakscheinwerfer-Regiment 6 ebenfalls in Wien.

Insgesamt belief sich die Stärke der 24. Flak-Division auf 166 schwere, 62 mittlere und leichtere Batterien sowie zwei Sperrfeuer- und 48 Scheinwerferbatterien. Dazu kamen noch eine Luftsperr-Abteilung sowie drei Nebel-Kompanien. Damit war die Kampfkraft der 24. Flak-Division fast doppelt so stark wie die Luftraumverteidigung der 1. Flak-Division Berlins zum selben Zeitpunkt. Der Mammutanteil lag dabei mit 61 schweren Batterien in Wien selber, Wiener Neustadt verfügte noch mal über 21 schwere Batterien. Somit waren im Großraum Wien ganze 82 schwere Batterien verteilt. Die restlichen Batterien verteilten sich wie folgt:
- Linz: 27 schwere, 6 mittlere/leichte und 10 Scheinwerfer-Batterien,
- Steyr: 14 schwere, 3 mittlere/leichte sowie 1 Nebel-Kompanie,
- Pilsen 12 schwere, 4 mittlere/leichte und 8 Scheinwerfer-Batterien,
- Graz 7 schwere sowie 3 mittlere/leichte Batterien und
- Mährisch Ostrau noch mal 3 schwere und 3 mittlere/leichte Batterien.

Die 24. Flak-Division unterlag in der Folge des sich verschlechternden Kriegsgeschehens, wie bei allen Flak-Divisionen, einer ständigen Fluktuation ihrer Regimenter, so dass bis zum 1. September 1944 sich das Bild ihrer Gliederung wie folgt änderte. Zu diesem Tag unterstanden dem Divisionsstab noch folgende Verbände:
- Flak-Regiment 28 Raum Wien-West,
- Flak-Regiment 98 Raum Wien-Nord,
- Flak-Regiment 102 Raum Wien-Süd
- Flakscheinwerfer-Regiment 6

sowie zwei Heimat-Flakabteilungen, die 10/XVII und die 12/XVII. Ihre Feuerkraft war von 166 schweren auf nur noch 82 Batterien gefallen, wobei in Wien selber immer noch 52 schwere Batterien lagen. Am 31. März 1945 wurde die 24. Flak-Division dann dem V. Flak-Korps unterstellt, um diese im Erdkampf zu unterstützen. Zuvor war die Division dem General der Flakartillerie beim Luftgaukommando XVII unterstellt gewesen. Am 3. April begannen dann die sowjetischen Angriffe auf Wien in dessen Zuge die für den Erdkampf abkommandierten Batterien der 24. Flak-Division, die eigentlich die Verteidigung Wiens übernehmen sollten, vorgeschoben wurden. Sie wurden in den Raum um den Neusiedler See verlegt und sind dort von den sowjetischen Kräften zerschlagen worden. Bereits zwei Tage zuvor, am 1. April 1945, wurden die in der Wiener-Neustadt stationierten Geschütze gesprengt. Bis zum 14. April 1945 waren fast alle Flak-Regimenter der 24. Flak-Division zerschlagen worden oder mussten aufgegeben werden. Die noch aus dem eingeschlossenen Wien entkommenen Reste, kämpften, neu mit Flakgeschützen ausgerüstet, in den letzten Kriegstagen noch im Rahmen der 8. Armee nördlich der Donau und gerieten bei Kriegsende in sowjetische Kriegsgefangenschaft. Über das Schicksal ihrer unterstellten Regimenter ist folgendes bekannt:
- Flak-Regiment 28: zerschlagen,
- Flak-Regiment 98: zerschlagen,
- Flakscheinwerfer-Regiment 6: da ortsfest in Wien vermutlich in sowjetische Gefangenschaft geraten.[2]